# 콘드

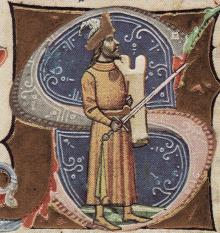
『삽화연대기』의 콘드.

콘드(헝가리어: Kond)는 아노니무스 노타리우스가 비정한 머저르 7군장 중 한 명이다. 쿠르산과 카플론의 아버지라고 한다. 카플론은 카플론씨의 시조가 되었다.
SF 323
SF 225 5100